# Muddanūru
Muddanūru är en ort i Indien.   Den ligger i distriktet Cuddapah och delstaten Andhra Pradesh, i den södra delen av landet, 1 600 km söder om huvudstaden New Delhi. Muddanūru ligger 196 meter över havet och antalet invånare är 9 775.
Terrängen runt Muddanūru är platt österut, men västerut är den kuperad. Runt Muddanūru är det ganska tätbefolkat, med 96 invånare per kvadratkilometer. Närmaste större samhälle är Proddatur, 18,1 km öster om Muddanūru. Trakten runt Muddanūru består till största delen av jordbruksmark.